# Hermann Hefele
Herman(n) Hefele (* 13. Oktober 1885 in Stuttgart; † 30. März 1936 in Frauenburg, Ostpreußen) war ein deutscher Historiker und Literaturhistoriker.

## Leben
Hermann Hefele, Sohn von Emil von Hefele, Präsident des katholischen Oberkirchenrats in Stuttgart,  studierte ab 1904 an der Universität Tübingen katholische Theologie, zunächst mit dem Ziel Priester zu werden, verließ aber 1908 das Priesterseminar und wurde 1909 zum Dr. phil. promoviert. Anschließend war er bis 1919 Mitarbeiter am Historischen Atlas von Bayern in München. 1919 wurde er Archivar am Hauptstaatsarchiv Stuttgart, 1929 Professor für Geschichte und neuere deutsche Literaturgeschichte an der Staatlichen Akademie in Braunsberg in Ostpreußen. 1935 wurde er emeritiert.
Er übersetzte Francesco Petrarca, Augustinus, Gerolamo Cardano, Albert von Aachen, Stefano Infessura, Tristano Caracciolo, Antonio Beccadelli, Camillo Porzio und andere ins Deutsche.

## Schriften
- Die Bettelorden und das religiöse Volksleben Ober- und Mittelitaliens im XIII. Jahrhundert. Teubner, Leipzig [u. a.] 1910 (Dissertation).
- (Übers.): Francesco Petrarca: Brief an die Nachwelt. Diederichs, Jena 1910.
- (Übers.): Alfonso I. – Ferrante I. von Neapel: Schriften von Antonio Beccadelli, Tristano Caracciolo, Camillo Porzio. Diederichs, Jena 1912.
- (Übers.): Stefano Infessura: Römisches Tagebuch. Diederichs, Jena 1913.
- (Übers.): Girolamo Cardano: Des Girolamo Cardano von Mailand (Buergers von Bologna) eigene Lebensbeschreibung. Diederichs, Jena 1914.
- Zur Psychologie der Etappe. Diederichs, Jena 1918.
- Das Gesetz der Form. Briefe an Tote. Diederichs, Jena 1919.
- Dante. Frommann, Stuttgart 1921.
- (Übers.): Aurelius Augustinus: Des Heiligen Augustin Bekenntnisse. Diederichs, Jena 1921.
- Das Wesen der Dichtung. Frommann, Stuttgart 1923.
- (Übers.): Albert von Aachen: Geschichte des ersten Kreuzzugs. 2 Bände. Jena 1923 (Das alte Reich).
  - Teil 1: Die Eroberung des heiligen Landes.
  - Teil 2: Das Königreich Jerusalem.
- Württembergs Politik seit dem Untergang des alten Reichs. In: Württembergische Studien. Festschrift zum 70. Geburtstag von Professor Eugen Nägele. Silberburg-Verlag, Stuttgart 1926, S. 138–159.
- Goethes Faust. Frommann, Stuttgart 1931 (3. A. 1946).
- Niccolo Machiavelli. Coleman, Lübeck 1933.
- Geschichte und Gestalt. Sechs Essays. Mit einem Nachwort hrsg. von Clemens Bauer. Hegner, Leipzig 1940.